# Сбогицешти (Арђеш)
Сбогицешти (рум. Sboghițești) насеље је у Румунији у округу Арђеш у општини Нукшоара. Oпштина се налази на надморској висини од 604 m.

## Становништво
Према подацима из 2002. године у насељу је живело 543 становника, од којих су сви румунске националности.